# (14764) Kilauea
(14764) Kilauea est un astéroïde de la ceinture principale, de la famille de Hungaria.

## Description
(14764) Kilauea est un astéroïde de la ceinture principale, de la famille de Hungaria. Il présente une orbite caractérisée par un demi-grand axe de 1,95 UA, une excentricité de 0,08 et une inclinaison de 21,2° par rapport à l'écliptique.

## Compléments